# خرمالوئیان
خرمالوئیان (Ebenaceae) نام تیره‌ای از گیاهان است.
خرمالوئیان تیره‌ای از خلنگ‌سانان درختی یا درختچه‌ای است با برگ‌های متناوب و کامل و بدون گوشواره با میوه معمولاً آبدار و گاهی با پوست چرمی که در رده‌بندی کرونکوئیست ۱۹۸۸ در راستهٔ خرمالوسانان (Ebenales) جای می‌گیرد.